# Fairmairoplia obscura
Fairmairoplia obscura är en skalbaggsart som beskrevs av Marc Lacroix 1997. Fairmairoplia obscura ingår i släktet Fairmairoplia och familjen Melolonthidae. Inga underarter finns listade i Catalogue of Life.